# Ireneusz Walaszczyk
Ireneusz Piotr Walaszczyk (ur. 28 czerwca 1959) – polski geolog, profesor doktor habilitowany nauk o Ziemi, specjalista w zakresie paleontologii i stratygrafii. Od 2025 członek rzeczywisty Polskiej Akademii Nauk. 

## Życiorys
Profesor Katedry Geologii Historycznej, Regionalnej i Paleontologii Wydziału Geologii Uniwersytetu Warszawskiego. Doktoryzował się w 1992 na Wydziale Geologii UW na podstawie pracy zatytułowanej Turonian Through Santonian Deposits of Central Polish Uplands: their Facies Development, Inoceramid Paleontology and Stratigraphy. W latach 1998–1999 stypendysta Programu Fulbrighta w University of South Florida (USA). W 2001 uzyskał habilitację na Wydziale Geologii UW na podstawie pracy Inoceramowy zapis granicy turon-koniak: zdarzenia, ewolucja i biostratygrafia. 14 kwietnia 2008 otrzymał tytuł profesora nauk o Ziemi.
Kierownik wewnętrznego zespołowego projektu badawczego Instytutu Geologii Podstawowej pod nazwą Zapis inoceramowy górnego turonu, na podstawie wybranych stanowisk w Polsce południowej (Folwark w rejonie Opola oraz profil środkowej Wisły); ewolucja i znaczenie biogeograficzne.